# Байбуртян, Армен Ваганович
Армен Ваганович Байбуртян (арм. Արմեն Բայբուրդյան; род. 2 апреля 1964, Ереван) — армянский дипломат, чрезвычайный и полномочный посол, доктор международных отношений, сын Вагана Байбуртяна.

## Биография
В 1986 г. окончил исторический факультет Ереванского государственного университета, а в 1989 г. - аспирантуру на кафедре всеобщей истории того же университета; в 1990 г. стал кандидатом исторических наук.
В 1989—1991 гг. преподавал историю дипломатии и новую/новейшую историю  на кафедре всеобщей истории Ереванского государственного университета.
В 2009 г. окончил доктурантуру Университета Джавахарлала Неру и защитил докторскую диссертацию. Ему была присвоена научная степень доктора международных отношений.
С 1991 г. — советник по внешним связам 1-го заместителя председателя, а затем председателя Верховного совета Республики Армения; с 1992 г. — советник отдела международных организаций Министерства иностранных дел Армении.
В 1993—1995 гг. — заместитель постоянного представителя Армении в ООН в Нью-Йорке;
В 1995—1997 гг. — первый генеральный консул Армении в Лос-Анджелесе. В 1996 г. присвоен ранг чрезвычайного посланника и полномочного министра.
В 1997—2000 гг. — заместитель министра иностранных дел Армении; сопредседатель "Диалога безопасности" с США.
В 1999 г. присвоен ранг чрезвычайного и полномочного посла. С 1998 г. одновременно преподавал в институте иностранных языков им. Брюсова, доцент.
В 2000—2004 гг. — чрезвычайный и полномочный посол Армении в Индии, по совместительству также — в Шри-Ланке, Непале и Индонезии.
С декабря 2004 г. занимал пост заместителя министра иностранных дел Армении и главного переговорщика с Европейским Союзом.
23 февраля 2008 г. заявил о недопустимости применения силы против народа, тем поддержав народное движение; в тот же день уволен в отставку с лишением дипломатического ранга посла.
В 2008—2013 гг. — главный советник ереванского офиса ООН.
С января 2014 г. — профессор Массачусетского государственного университета.
В 2018—2022 гг. — генеральный консул Армении в Лос-Анджелесе.
В феврале 2019 г. — снова присвоен дипломатический ранг чрезвычайного и полномочного посла.
С 2022 г.  — профессор политологии и международных отношений Массачусетского государственного университета в Амхерсте. Проживает в Лос-Анджелесе и преподает виртуально онлайн.